# Sycophaginae
Sycophaginae es una subfamilia de himenópteros Apócritos de la familia Agaonidae o avispas de los higos. Son afrotropicales. No realizan polinización, si bien depositan sus huevos en higos del género Ficus.

## Géneros
- Anidarnes Boucek 1993 (3 especies)
- Apocryptophagus Ashmead 1904 (11 especies)
- Eukoebelea Ashmead 1904 (7 especies)
- Idarnes Walker 1843 (23 especies)
- Pseudidarnes Girault 1927 (2 especies)
  - Sycophaga Westwood 1840 (12 especies)